# 小行星8245
小行星8245（英語：8245 Molnar）是一颗围绕太阳公转的小行星。1977年9月8日，舒爾特·巴斯在帕洛马山发现了此天体。
这颗小行星的绝对星等为256.7659731053906等。